# Dryadaula murenula
Dryadaula murenula är en fjärilsart som beskrevs av Edward Meyrick 1924. Dryadaula murenula ingår i släktet Dryadaula och familjen äkta malar.
Artens utbredningsområde är Peru. Inga underarter finns listade i Catalogue of Life.